# Gerhard von Ehrenberg

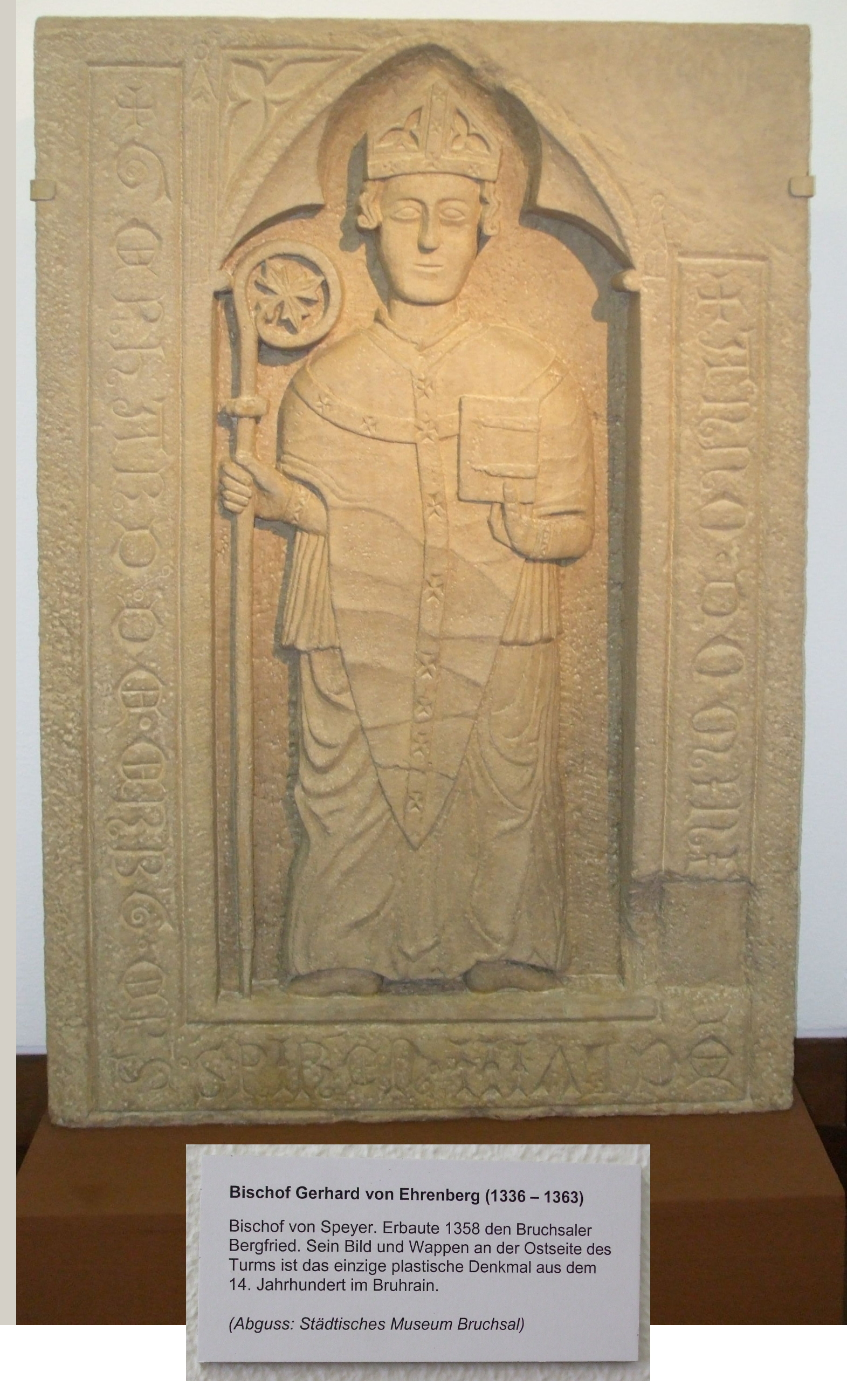
Nachbildung des Original-Epitaphs im Städtischen Museum Bruchsal

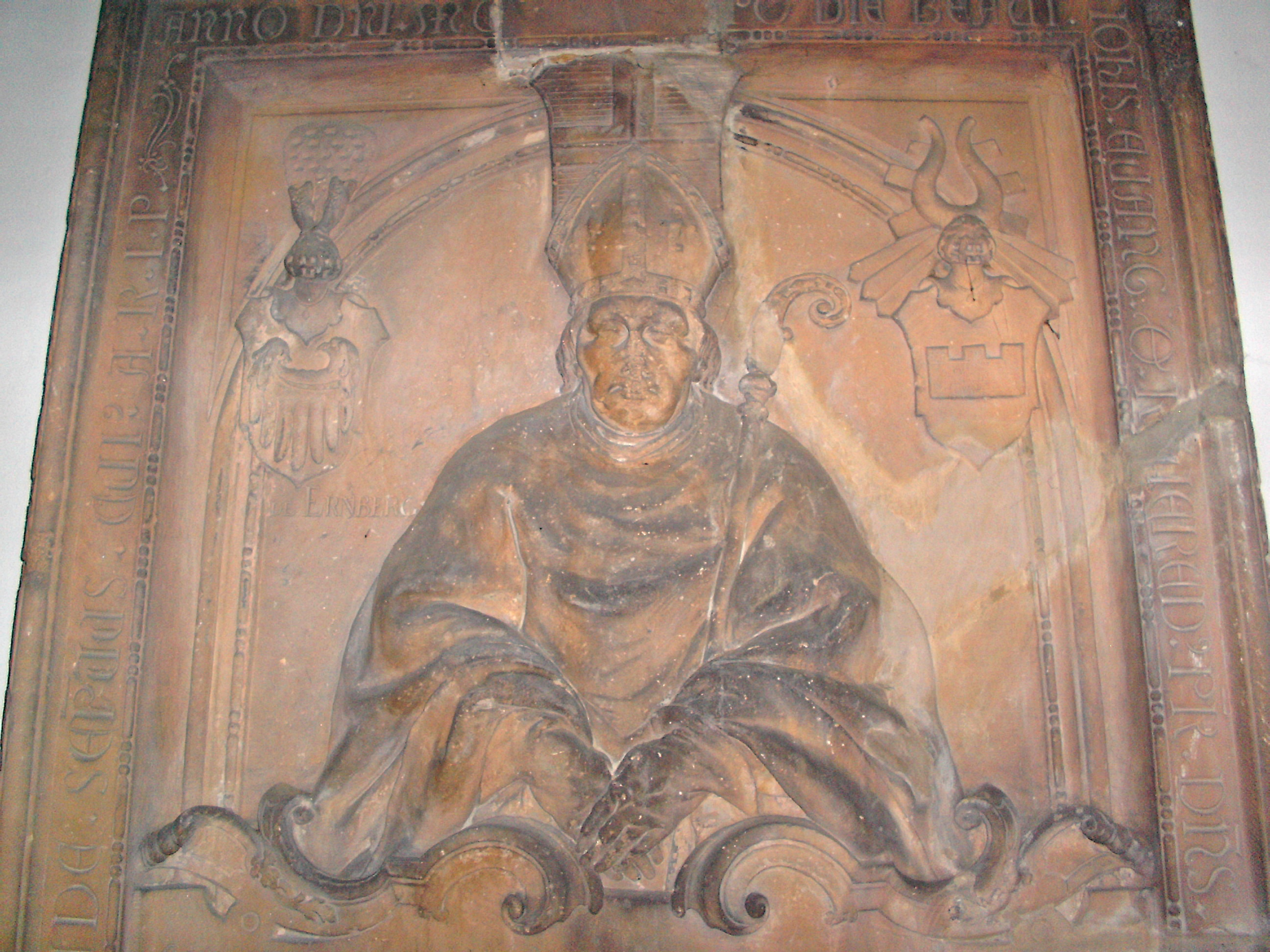
Das Barockepitaph von Vinzenz Möhring, 1775, Speyerer Dom

Gerhard von Ehrenberg († 1363) war Bischof von Speyer von 1336 bis 1363.

## Leben
Gerhard von Ehrenberg stammte aus der Familie von Ehrenberg und war der erste Bischof aus dem Kraichgauer Ritterstand (später: Ritterkanton Kraichgau). Gerhard war zunächst Mitarbeiter der Kanzlei Ludwigs des Bayern und wurde auf dessen Betreiben zum Speyerer Bischof gewählt. Der Kaiser gewährte ihm 1338 für Udenheim und Rotenberg diverse Privilegien. Gerhard unterstützte den Kaiser dafür militärisch und wechselte erst nach dem Tod Ludwigs auf die Seite Karls IV. über. Die Familie von Ehrenberg profitierte von der Stellung Gerhards, Familienmitglieder erhielten lukrative Pfründen, später auch im Mainzer Raum und wurden zu wichtigen Geldgebern der Könige.
Das Augustinerkloster von Speyer ließ Gerhard von Ehrenberg nach einem Brand schnell wieder errichten. Daneben stattete er die Sakristei des Speyerer Doms aus und befreite das Hochstift Speyer von seinen Schulden. Die Judenverfolgungen von 1349 als Ausuferungen der Pest konnte er nicht verhindern. Er versuchte, die Bürgerrechte der Bewohner der Stadt Speyer durch Steuern auf erworbenen Landbesitz zu beschränken.
Im Jahr 1356 berief er nach der Verhaftung des Begarden-Predigers Berthold von Rohrbach eine Synode ein, in deren Verlauf der standhaft seinen Glauben verteidigende zum Tod auf dem Scheiterhaufen verurteilt wurde.
Das Grab Gerhards von Ehrenberg befindet sich im nördlichen Seitenschiff des Doms von Speyer, das Originaldenkmal wurde 1689 zerstört. 1775 fertigte der Bildhauer Vinzenz Möhring ein neues Barockepitaph an, mit dem wappengeschmückten Bildnis des begrabenen Bischofs im oberen Teil und einer Inschrift im unteren Teil. Es ist im Langhaus des Speyerer Domes platziert und wurde 1794 bei der Plünderung der Kathedrale durch französische Revolutionäre stark beschädigt.  
Seit 1341 wirkte Bischof Ehrenbergs Großcousin Eberhard von Randeck unter ihm als Speyerer Domdekan. Er wurde 1363 zu seinem Nachfolger gewählt, musste jedoch – unter Vorbehalt gewisser Sonderrechte – dem kaiserlichen Wunschkandidaten Lamprecht von Brunn weichen.
Gerhard von Ehrenberg ist eine der positiven Hauptfiguren in Maximilian Pfeiffers historischem Roman Kyrie Eleison (1925, Reprint 1984) über das Leben in der mittelalterlichen Stadt Speyer und die dortige Judenverfolgung von 1349.

## Wappen

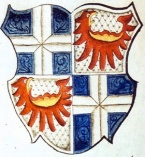
Wappen des Bischofs Gerhard von Ehrenberg, 1336–1363

Das fürstbischöfliche Wappen ist üblicherweise geviert. Die Felder des Wappenschildes führen im Wechsel das Familienwappen der Ehrenberg, ein liegender Adlerflügel mit Adlerkopf in Rot auf Silber und das Wappen des Bistums Speyer, ein silbernes Kreuz auf blauem Grund.